# Ángulo exterior de un polígono

Los ángulos β, β', δ y δ' son ángulos exteriores de este hexágono irregular. Los ángulos α y β son suplementarios. Como β = β', también son suplementarios α y β'.

En geometría, un ángulo exterior o ángulo externo de un polígono es el ángulo formado por un lado de un polígono y la prolongación del lado adyacente.
En cada vértice de un polígono es posible identificar dos ángulos exteriores, que poseen la misma amplitud. Cada ángulo exterior es suplementario del ángulo interior que comparte el mismo vértice, por tanto solo tiene sentido cuando el ángulo interior es menor a {\displaystyle 180^{\circ }}.
Dado un ángulo interior, {\displaystyle \alpha }, el valor del ángulo exterior adyacente será:
{\displaystyle \beta =180^{\circ }-\alpha }

## suma de los ángulos exteriores de un polígono simple convexo
La suma de los ángulos exteriores de un polígono es igual a 360 grados o {\displaystyle 2\pi } radianes cuando se considera solamente un ángulo exterior por cada vértice del polígono, sin importar el número de lados de éste. Cuando se consideran los dos ángulos externos posibles de cada vértice, la suma de todos ellos es igual a 720 o {\displaystyle 4\pi } rad.
| Demostración |
| Considerando un ángulo exterior por cada vértice de un polígono simple de n lados: Sean {\displaystyle \alpha _{2},\dots ,\alpha _{n}:n>1} los ángulos interiores del polígono, luego cada {\displaystyle (180^{\circ }-\alpha _{i})} serán los ángulos exteriores correspondientes. Suma de los ángulos interiores: {\displaystyle \sum _{o=2}^{n}{\alpha _{i}}=(n-2)\times 180^{\circ }} Suma de los ángulos exteriores: {\displaystyle \sum _{i=1}^{n}{(180^{\circ }-\alpha _{i})}=\sum _{i=1}^{n}{180^{\circ }}-\sum _{i=1}^{n}{\alpha _{i}}=n\times 180^{\circ }-(n-2)\times 180^{\circ }=n\times 180^{\circ }-n\times 180^{\circ }+2\times 180^{\circ }=360^{\circ }} |

## Cálculo del ángulo exterior de un polígono regular
En base con la regla anterior, se puede calcular el valor en grados de un ángulo externo de un polígono regular dividiendo {\displaystyle 360^{\circ }} entre el número de lados n del polígono. 
{\displaystyle {\frac {360^{\circ }}{n}}}
Así por ejemplo, para un octágono, dividiendo {\displaystyle 360^{\circ }} entre ocho se obtiene que cada ángulo exterior medirá {\displaystyle 45^{\circ }}:
{\displaystyle {\frac {360^{\circ }}{8}}=45^{\circ }}